# Vološka (città)
Vološka (in lingua russa Волошка) è una città situata in Russia, nell'Oblast' di Arcangelo, più precisamente nel Konošskij rajon.